# Brasília Teimosa
Brasília Teimosa é um bairro do Recife.
Situada na zona sul do Recife, entre o bairro do Pina e o Porto do Recife, em uma  área caracterizada por uma linha contínua de arrecifes paralela à orla, surgiu através da ocupação de uma área antes denominada Areal Novo, iniciada em 1947. Seus habitantes, pescadores, negociantes, estudantes, donas de casa, têm ligação muito forte com o mar.

## História
O nome foi uma alusão a Brasília, então nova capital do Brasil que estava sendo projetada no governo de Juscelino Kubitschek, em contraste com a área em que os moradores viviam, em perene ameaça de expulsão. Essa persistência teve grande destaque nos anos 1950, quando essa área foi destinada pelo Governo do Estado à construção de depósitos inflamáveis. A perseverança dos primeiros moradores, que reconstruíam suas casas durante a noite quando ao longo do dia eram demolidas consolidou a ideia de teimosia, coincidente com o período da construção da Capital Federal. 
Em 1956 uma jangada com 5 pescadores aportou no Rio de Janeiro para assistir à posse de Juscelino na presidência da república e chamar atenção para a situação de sua comunidade, no Recife. Essa comunidade sempre foi uma guerreira em defesa dos seus ideais, permanecendo no local à custa de seus próprios esforços, contra a cobiça de vários grupos com poder econômico e político. É a mais antiga ocupação urbana do Recife.
O bairro foi uma das primeiras áreas a serem urbanizadas com recursos do BNH, através de um projeto de urbanização denominado Teimosinho. Esse projeto tomou força em 1982, com a relocação de famílias da Vila da Prata, com ações também em 1986 e 1989, mas a área era novamente ocupada.
Em 2004, uma grande intervenção urbana foi realizada pelo Governo Federal com a construção de uma avenida à beira mar. Atualmente o bairro está modificado urbanisticamente, em sua orla marítima, com restaurantes típicos e comércio de frutos do mar, o forte da economia dos seus moradores.

## Demografia
De acordo com o censo de 2000, do IBGE, Brasília Teimosa contava com 19.155 habitantes, numa área de 65,4 hectares, o que representa uma densidade de 292,88 habitantes/ha, a mais alta da capital pernambucana. Seu IDH em 2000 era de 0,677.